# Sara del Campo
Sara del Campo Yávar (Santiago, 31 de diciembre de 1855 - ibídem, 30 de agosto de 1942) fue una ama de casa chilena. Sirvió como primera dama de la Nación, como cónyuge del presidente Pedro Montt durante su gobierno entre 1906 y 1910.

## Biografía

### Primeros años de vida
Nació en Santiago, hija de Evaristo del Campo Madariaga y de Antonia Yávar Ruiz de Cabrera.

### Matrimonio y primera dama de Chile
Contrajo matrimonio con Pedro Montt el 3 de enero de 1881 y no tuvieron descendencia. Se le caracteriza como una dama de gran mundo, elegante y de interesante físico.
A diferencia de otras primeras damas, intervino activamente en la política y cooperó eficazmente en la campaña electoral que precedió a la elección de su esposo.
Durante la Presidencia de Montt, ella fue el alma de muchas situaciones y combinaciones políticas y muchos Ministros le debieron su nombramiento y su permanencia en el Gobierno. Se dice que cuando acompañó a su esposo para las festividades del Centenario Argentino de mayo de 1910, allá la apodaron la «Reina mora». Después de la muerte de su esposo, mantuvo su poderosa influencia, además de dar ceremonias y banquetes que tuvieron grandes proyecciones políticas.

### Últimos años de vida

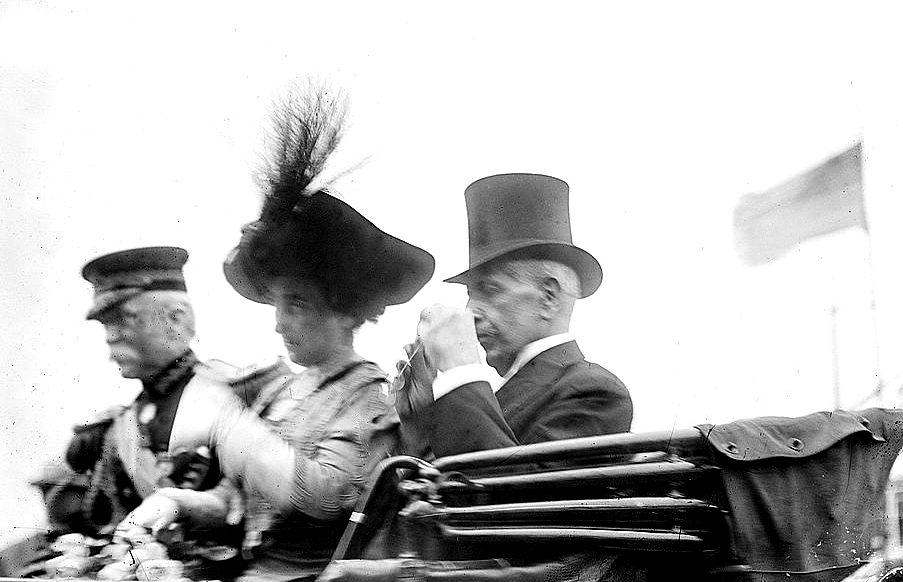
Pedro Montt y Sara del Campo.

En 1918 hizo un viaje a Buenos Aires, donde fue objeto de delicadas atenciones; desde aquella fecha, las crónicas sociales de los diarios registraron múltiples recepciones en que apareció el nombre de la señora de Montt.
Fue una tenaz opositora de Arturo Alessandri, al punto que organizó manifestaciones de apoyo a los militares que lo derrocaron en 1924, especialmente el general Luis Altamirano.
El 21 de junio de 1924, publicó en El Mercurio un artículo titulado «Ayer y Hoy», en que combatió el divorcio, la separación de la Iglesia del Estado y la laicización de la enseñanza.
Sara del Campo Yávar falleció el 30 de agosto de 1942. Su tumba se encuentra en el Cementerio General de Santiago.